# 佐世保市立浅子小中学校
佐世保市立浅子小中学校（させぼしりつ あさごしょうちゅうがっこう, Sasebo City Asago Elementary and Junior High School）は、長崎県佐世保市浅子町にある公立義務教育学校。もともと小中併設校であったが、2018年（平成30年）4月から義務教育学校に移行した。佐世保市立黒島小中学校と並んで長崎県内では初の義務教育学校となる。

## 概要
歴史
小学校は1905年（明治38年）に「山口尋常高等小学校浅子分教場」として創立。1941年（昭和16年）に「浅子国民学校」として独立。1947年（昭和22年）の学制改革により現校名となる。中学校は1947年（昭和22年）の学制改革により「佐世保市立相浦中学校浅子分校」として浅子小学校に併設され、1950年（昭和25年）に佐世保市立浅子中学校として独立。2015年（平成27年）に小学校は創立110周年、中学校は創立68周年を迎えた。
校章
中央に校名の「浅子」（縦書き）を中央に置いている。
校歌
作詞は黒川歩、作曲は島内三郎による。
校区
「長崎県佐世保市」の後に「浅子町（全域）・高島町（一部）」が続く地域。

## 沿革
小学校
- 1905年（明治38年）9月11日 - 「山口尋常高等小学校 浅子分教場」が設置される。
- 1930年（昭和5年）4月3日 - 山口村が相浦村に改称したため、「相浦尋常高等小学校 浅子分教場」に改称。
- 1938年（昭和13年）4月1日 - 相浦村が佐世保市に編入されたため、佐世保市立の小学校となる。
- 1941年（昭和16年）4月1日 - 国民学校令の施行と相浦尋常高等小学校からの分離により「浅子国民学校」として独立。尋常科を初等科に改める。
- 1947年（昭和22年）4月1日 - 学制改革（六・三制の実施）により、旧・浅子国民学校の初等科が改組され、「佐世保市立浅子小学校」（現校名）が発足。
- 2006年（平成18年）4月1日 - 2学期制となる。
- 2018年（平成30年）3月31日 - 義務教育学校への移行のため廃校となる[2]。

中学校
- 1947年（昭和22年）4月1日 - 学制改革により、新制中学校「佐世保市立相浦中学校浅子分校」が浅子小学校に併設される。
  - 旧・浅子国民学校高等科の児童を収容。
- 1950年（昭和25年）5月3日 - 相浦中学校から分離し、「佐世保市立浅子中学校」（現校名）として独立。
- 1968年（昭和43年）4月10日 - 完全給食を開始[3]。
- 2006年（平成18年）4月1日 - 2学期制となる。
- 2018年（平成30年）3月31日 - 義務教育学校への移行のため廃校となる[2]。

義務教育学校
- 2018年（平成30年）4月1日 - 義務教育学校として「佐世保市立浅子小中学校」が開校[2][4]。
  - 小学校にあたる6年間を義務教育前期課程、中学校にあたる3年間を義務教育後期課程とする。校長1名の下、1つの教職員集団を編成。

## アクセス
最寄りのバス停
- 西肥バス 「臼の浦」バス停下車

## 周辺
- 熊野神社
- 佐世保市立浅子保育所
- 浅子岳